# Visperterminen
Visperterminen is een gemeente en plaats in het Zwitserse kanton Wallis, en maakt deel uit van het district Visp. Ze telt 1.383 inwoners. 
Visperterminen ligt op de rechterflank van het Vispertal. De gemeente staat bekend om de hoogstgelegen wijngaarden van Centraal-Europa.